# Elina Born
Elina Born (født 29 juni 1994) er en estisk sanger, der repræsenterede Estland i Eurovision Song Contest 2015 sammen med Stig Rästa med sangen "Goodbye to Yesterday". Born har tidligere forsøgt at repræsentere Estland i Eurovision Song Contest i 2013 med sangen "Enough". Hun var runner-up af den femte sæson af Eesti otsib superstaari.
Elina Born deltog i Eesti Laul 2015 med Stig Rästa, arrangeret af den estiske tv-station Eesti Rahvusringhääling (ERR). De deltog i semifinale 2 af Eesti Laul 2015 med sangen "Goodbye to Yesterday", som fandt sted den 14. februar 2015, de kom videre til finalen, som fandt sted den 21. februar 2015 hvor de kom videre til Superfinalen sammen med to andre sange og blev valgt til at repræsentere Estland ved Eurovision Song Contest 2015. Estland blev placeret i den første semifinale, der afholdes den 19. maj 2015 og blev sendt videre til finalen hvor de kom på en 7. plads.
Hun deltog i Eesti Laul 2017 med sangen "In or Out"  som kom videre fra 1. semifinale og kom på en 10 i Den Estiske finale.

## Diskografi

### Singles
| år   | Sang                                    | Chart Placering EE |
| ---- | --------------------------------------- | ------------------ |
| 2012 | "Enough"                                | 65                 |
| 2013 | "Miss Calculatuion"                     | -                  |
| 2014 | "Mystery"                               | -                  |
| 2015 | "Goodbye to Yesterday" (med Stig Rästa) | 1                  |

- Wikimedia Commons har flere filer relateret til Elina Born